# Globosphaeria jamesii
Globosphaeria jamesii är en lavart som beskrevs av D. Hawksw. 1990. Globosphaeria jamesii ingår i släktet Globosphaeria, klassen Sordariomycetes, divisionen sporsäcksvampar och riket svampar.   Inga underarter finns listade i Catalogue of Life.